# Phare d'Alcanada
Le phare d'Alcanada est un phare situé sur l'îlot de Alcanada (es) proche de la plage d'Alcanada, à 5 km du port d'Alcúdia, au nord-est l'île de Majorque, dans l'archipel des Îles Baléares (Espagne).
Il est géré par l'autorité portuaire des îles Baléares (Autoridad Portuaria de Baleares) au port d'Alcúdia.

## Histoire
Le phare a été mis en service le 15 mai 1861 avec un objectif catadioptrique et une lumière blanche fixe alimentée à l'huile d'olive. En 1883 une nouvelle lampe de remplacement fut alimentée avec de l'huile de paraffine. En 1917 un écran rotatif est installé pour produire un feu à occultations ;  l'alimentation est modifiée à l'acétylène.
Le phare est automatisé en 1960. La vieille lanterne est remplacée par un feu sur potence. En 1985 l'acétylène est remplacé par une lampe électrique de 12 volts alimentée à l'énergie solaire photovoltaïque procurée par un bloc de batteries alimenté par des panneaux solaires.
Identifiant : ARLHS : BAL-006 ; ES-33100 - Amirauté : E0304 - NGA : 5100 .
|                              |
| Le phare sur l'îlot Alcanada |

|                     |
| La plage d'Alcanada |